# Surf and turf

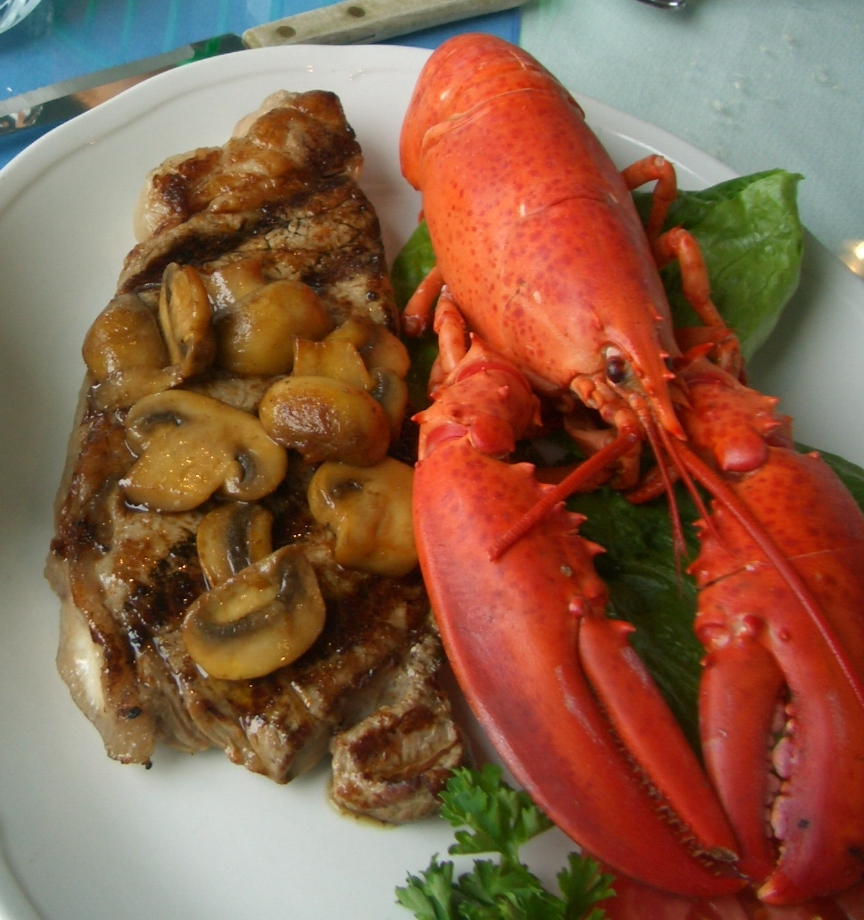
Surf and turf: zeekreeft en biefstuk in een restaurant op Prince Edward Island

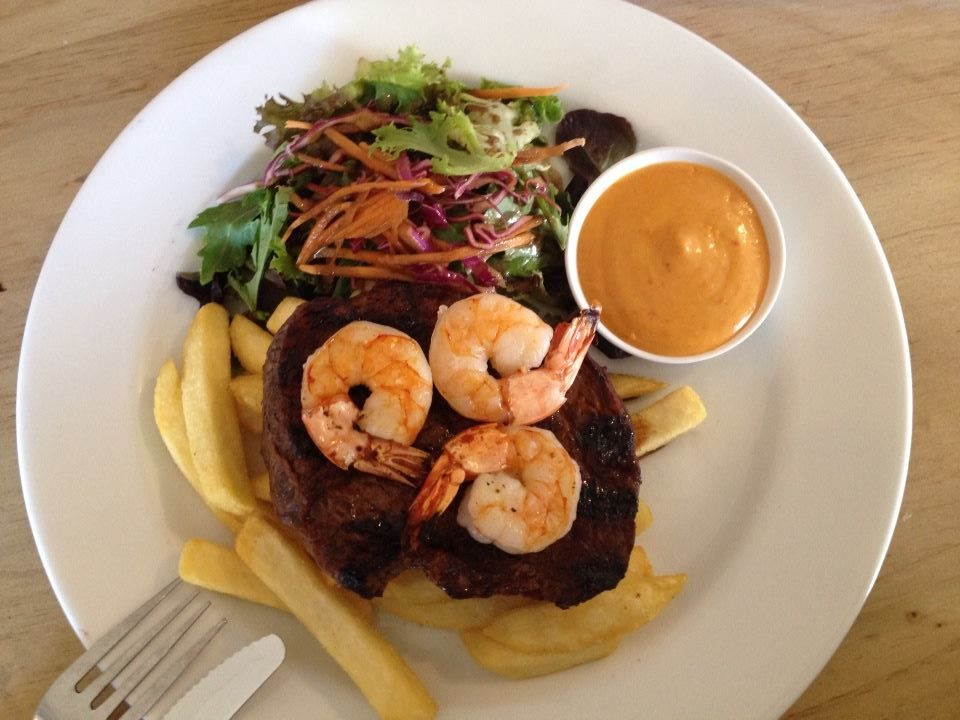
Biefstuk en garnalen, opgediend met pittige mayonaise, friet en salade

Surf and turf (of surf 'n' turf) is een hoofdgerecht bestaande uit een combinatie van zeevruchten en rood vlees. Veelgebruikte zeevruchten zijn zeekreeft, langoustines en garnalen, die gestoomd, geroosterd of gefrituurd kunnen worden. Wanneer het gerecht wordt bereid met kreeft, wordt veelal de kreeftenstaart of de gehele kreeft geserveerd. Het vlees bij surf and turf is meestal biefstuk, hoewel andere soorten rood vlees ook gebruikt worden.
Surf and turf wordt gegeten in steakhouses in de Verenigde Staten, Canada, het Verenigd Koninkrijk en Australië, maar het gerecht staat in deze landen ook wel op de menukaart van Ierse of Britse pubs. In Nederland staat het ook op de kaart van restaurants. 

## Geschiedenis
De naam "surf and turf" is afkomstig van het begrip "surf" dat verwijst naar de oceaan en "turf" dat graszode betekent, waarbij gekozen is voor de rijm. De vroegst bekende vermelding stamt uit 1961, uit de Los Angeles Times.
Surf and turf werd in de jaren zestig en zeventig vaak beschouwd als symbool voor de keuken van de Amerikaanse middenklasse, door wie het eten van kreeft en biefstuk als statusverhogend werd beschouwd.

## Varianten
Een gebruikelijke combinatie van surf and turf is kreeftenstaart met filet mignon. Ook is er de surf and turf burger, gemaakt van rundergehakt en diverse soorten zeevruchten, zoals kreeft, garnaal of krab. In eenvoudiger restaurants wordt biefstuk gecombineerd met gamba.